# Джордж Саутолл
Джордж Саутолл (англ. George Southall, 17 липня 1907 — 2 травня 1993) — британський велогонщик.
Бронзовий призер Олімпійських Ігор 1928 року в командній гонці переслідування.